# Neptunea insularis
Neptunea insularis är en snäckart som först beskrevs av Dall 1895.  Neptunea insularis ingår i släktet Neptunea och familjen valthornssnäckor.

## Underarter
Arten delas in i följande underarter:
- N. i. convexa
- N. i. insularis